# Os temporale pars tympanica

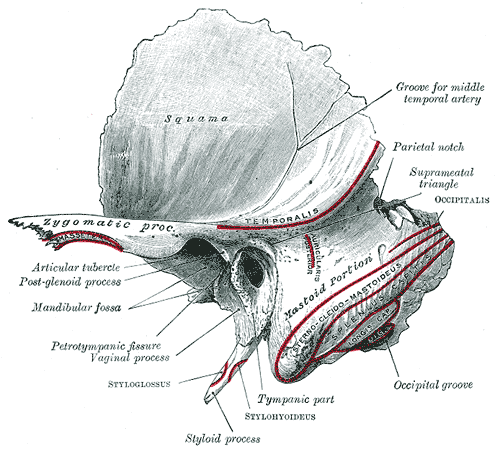
Pars tympanica (bildtexten är på engelska, tympanic part).

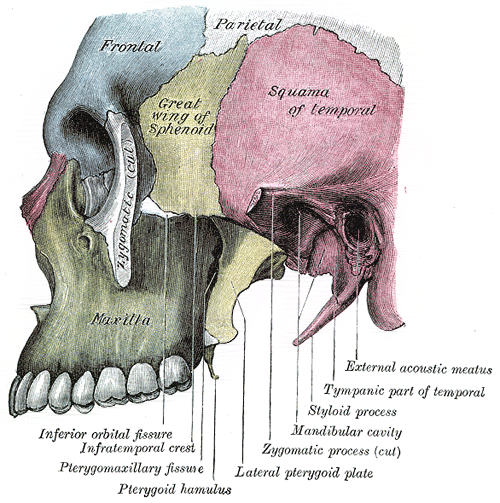

Pars tympanica, benväggen i den yttre hörselgången med undantag för bakre, övre delen. 
Vid födelsen består pars tympanica ännu av en upptill öppen ring som heter Anulus tympanicus.